# Mozilla Add-ons
Mozilla Add-ons は、Mozilla Firefox、Mozilla Thunderbird、Mozilla Application Suite といった、Mozilla Foundation の主要な製品向けにアドオンを提供するためのウェブサイトである。配布されるアドオンには拡張機能やテーマやプラグインが含まれる。Mozilla Add-ons は Mozilla 向けアドオンを取得するための公式サイトである。非公式な略称として、サイトのドメイン名 addons.mozilla.org の頭文字を取った AMO と呼ばれることもある。

## 歴史
Mozilla Add-ons は最初の公開後何度か変更を経験している。
- 2006年4月4日 主なページを書き換え
- 2006年10月24日 Firefox 2 公開と　Mozilla サイトの改装に伴い Mozilla Add-ons も改装。

Mozilla に関連するプロジェクト向けの無料ホスティングサービスである mozdev.org とは対照的に、Mozilla Add-ons は開発者ではないエンドユーザーを対象としている。
2007年4月より多言語版での運用が開始され日本語など英語以外の言語でも利用できるようになっているが、各拡張機能の項目に日本語などページを表示する言語と同じ言語の説明文が指定されていない場合は英語の説明が表示される。しかしそれも多言語版運用開始前の時期に Mozilla Japan が主要なアドオンに関する解説ページを作っているため基本的な問題は網羅されている。
2019年6月よりRecommended Extensions制度を開始。Mozillaが厳選したアドオンに「Recommended（おすすめ）」のバッジが表示される。
2020年11月にPromoted Add-ons制度を発表。有償審査を通過したアドオンは検索などで表示される優先度が高くなり、「Verified（検証済み）」のバッジが表示される。なお、Mozilla謹製のアドオンには「By Firefox」というバッジが表示される予定。
2021年7月にタグ機能を再実装することを発表。